# La gloriosa avventura (film 1922)
La gloriosa avventura (The Glorious Adventure) è un film muto del 1922 diretto da J. Stuart Blackton. Fu il primo dei tre film in costume che Blackton girò in Inghilterra. Il regista, un pioniere del cinema d'animazione e del cinema sperimentale, usò un sistema di coloritura "naturale" della pellicola, il Prizma, per rendere in rosso e verde-blu gli effetti del grande incendio che distrusse gran parte di Londra nel 1666.

## Trama
Inghilterra, ai tempi di Carlo II. Walter Roderick, in combutta con Bulfinch, si finge Hugh Argyle per potersi impossessarsi della sua fortuna, del suo titolo e persino di Lady Beatrice Fair, la fidanzatina di Hugh ai tempi della loro infanzia. Beatrice, però, ha contratto un forte debito ai tavoli da gioco e deve seguire l'usanza che le impone di sposare un condannato, che si rivelerà essere Bulfinch. Quest'ultimo, però, riesce a fuggire quando scoppia il grande incendio di Londra. Rippare Hugh, che salva Beatrice. Bulfinch, invece, viene reclamato da una donna che si dichiara essere la moglie abbandonata di quel mascalzone.

## Produzione
Il film fu girato negli studi Stoll a Cricklewood di Londra, prodotto da J. Stuart Blackton con la sua casa di produzione, la J. Stuart Blackton Feature Pictures. Per il film fu usato un processo di colorazione denominato Prizmacolor, basato sulla mescolanza sottrattiva.

## Distribuzione
Distribuito dalla Allied Production and Distributing Corporation (United Artists), il film uscì nelle sale britanniche il 23 aprile 1922. Fu distribuito negli Stati Uniti il 27 agosto 1922
La pellicola esiste ancora.